# (35725) Tramuntana
(35725) Tramuntana és un asteroide descobert el 27 de març de 1999 per Àngel López i Rafael Pacheco a l'Observatori Astronòmic de Mallorca. La seva designació provisional fou 1999 FQ59. Els descobridors van proposar-ne el nom de Tramuntana per fer honor a la Serra de Tramuntana, que travessa l'illa de Mallorca d'est a oest, i també al vent del nord, habitual en aquestes terres.